# Culex diamphidius
Culex diamphidius är en tvåvingeart som beskrevs av EL Peyton och Ralph E. Harbach 1991. Culex diamphidius ingår i släktet Culex och familjen stickmyggor. Inga underarter finns listade i Catalogue of Life.